# Piratrinus calcaratus
Piratrinus calcaratus is een hooiwagen uit de familie Agoristenidae.